# Bulbophyllum simondii
Bulbophyllum simondii är en orkidéart som beskrevs av François Gagnepain. Bulbophyllum simondii ingår i släktet Bulbophyllum och familjen orkidéer.
Artens utbredningsområde är Vietnam. Inga underarter finns listade i Catalogue of Life.